# Leges Edwardi Confessoris
Les Leges Edwardi Confessoris (« Lois d'Édouard le Confesseur ») sont un texte juridique médiéval anglais.
Il se présente comme un recueil de lois assemblé en 1070, quatre ans après la conquête normande de l'Angleterre. Son prologue raconte comment le roi Guillaume le Conquérant aurait fait appel à des sages venus de toute l'Angleterre pour recueillir les lois en vigueur sous le règne de son prédécesseur Édouard le Confesseur. En réalité, ce texte a été composé dans la deuxième moitié des années 1130, sous le règne d'Étienne de Blois, et ne s'inspire d'aucun texte juridique anglo-saxon connu. Son auteur anonyme s'intéresse principalement au maintien de la paix du roi et de Dieu.
Le texte des Leges Edwardi Confessoris subsiste dans six manuscrits des XIIe et XIIIe siècles :
- MS Additional 24066, conservé à la British Library ;
- MS Kk. 5. 33, conservé à la bibliothèque de l'université de Cambridge ;
- MS Douce 137, conservé à la bibliothèque Bodléienne de l'université d'Oxford ;
- MS 1, conservé à la Law Society (en) de Londres ;
- MS 445 de la collection du duc de Northumberland conservée au château d'Alnwick ;
- MS F. 87 de la bibliothèque du chapitre de la cathédrale de Worcester[1].